# خلية طلائية مكعبية
الخلايا الظهارية المكعبة هي نوع من أنواع الخلايا الظهارية. سميت بالمكعبية لأن شكلها يشبه المكعب وطولها تقريبا يساوي عرضها. تتألف من طبقة واحدة وتسمى (ظهارة مكعبة بسيطة) أو عدة طبقات وتسمى (ظهارة مكعبة طبقية) اعتمادا على موقعها ووظيفتها في الجسم.

## التركيب
الخلايا الظهارية المكعبة إما أن توجد في طبقة واحدة أو عدة طبقات.

## الخلايا الظهارية المكعبة البسيطة
هي نوع من أنواع الخلايا الظهارية وتتكون من طبقة واحدة وتحتوي على نواة كروية الشكل وتكون في وسط الخلية.

### الموقع
توجد في أنابيب الكلى وقنوات الغدد والمبيض والغدة الدرقية.

### الوظيفة
هذه الخلايا تساعد في الإفراز والامتصاص وتوفر أيضا الحماية وقد تكون نشطة أو غير نشطة اعتمادا على موقعها ووظيفتها الخلوية وتغطي وتحمي هذه الخلايا المبيض في الإناث والجدران في الأنابيب المنوية في الخصيتين.

## الخلايا الظهارية الطبقية
هي خلايا متعددة الطبقات وهي فقط الخلايا المكونة للطبقة السطحية.

### الموقع
توجد في الغدد العرقية والغدد الثديية والغدد اللعابية.

### الوظيفة
تحمي هذه الخلايا الغدد العرقية والثديية واللعابية.